# بلانکا گوئرا
بلانکا گوئرا (اسپانیایی: Blanca Guerra‎؛ زادهٔ ۱۰ ژانویهٔ ۱۹۵۳) یک هنرپیشه اهل مکزیک است.
از فیلم‌ها یا برنامه‌های تلویزیونی که وی در آن نقش داشته است می‌توان به خون مقدس و پگاه نو اشاره کرد.